# Căscioarele
Căscioarele è un comune della Romania di 1 958 abitanti, ubicato del distretto di Călărași, nella regione storica della Muntenia.